# Buntowo
Buntowo is een plaats in het Poolse district  Złotowski, woiwodschap Groot-Polen. De plaats maakt deel uit van de gemeente Złotów en telt 320 inwoners.